# ジェイムズ・ロビンソン (コロンバス市長)
ジェイムズ・ロビンソン（James Robinson）は、オハイオ州コロンバスの第6代市長。在任期間はコロンバス史上最短の8か月であり、後任にはウィリアム・ロングが就いた。